# Geolycosa rubrotaeniata
Geolycosa rubrotaeniata este o specie de păianjeni din genul Geolycosa, familia Lycosidae. A fost descrisă pentru prima dată de Keyserling, 1877.
Este endemică în Columbia. Conform Catalogue of Life specia Geolycosa rubrotaeniata nu are subspecii cunoscute.